# Плеканец, Михалина
Михалина Плеканец (в замужестве — Належная; пол. Michalina Plekaniec (Należna); 15 сентября 1960, Скорошице, Опольское воеводство — 22 июля 1991, Скорошице, Нысский повет) — польская хоккеистка на траве, полевой игрок. Участница летних Олимпийских игр 1980 года.

## Биография
Михалина Плеканец родилась 15 сентября 1960 года в польском селе Скорошице.
Играла в хоккей на траве за «Плён» из Скорошице.
В 1980 году вошла в состав женской сборной Польши по хоккею на траве на летних Олимпийских играх в Москве, занявшей 6-е место. Играла в поле, провела 5 матчей, мячей не забивала.
В течение карьеры провела за женскую сборную Польши 21 матч.
Умерла 22 июля 1991 года в Скорошице, после того как её сбила машина.